# الاتحاد الأوروبي ودوله الأعضاء – التدابير المتصلة بقطاع الطاقة
الاتحاد الأوروبي ودوله الأعضاء – التدابير المتصلة بقطاع الطاقة(DS476)، هو الاسم الرسمي لقضية رفعها الاتحاد الروسي ضد الاتحاد الأوروبي ودوله الأعضاء في مجلس تسوية المنازعات التابع لمنظمة التجارة العالمية. وقد بدأت القضية رسمياً عندما قامت روسيا بتقديم شكوى (في إطار منظمة التجارة العالمية، «طلب لإجراء المشاورات») في 1 رجب 1435هـ الموافق 30 أبريل 2014م. ويتعلق النزاع بحزمة الطاقة الثالثة للاتحاد الأوروبي، التي تتألف من توجيهين مختلفين للاتحاد الأوروبي وتنظيمات الاتحاد الأوروبي.
وتزعم روسيا أن التدابير في إطار هذه الحزمة تنتهك المواد الثانية والسادسة والسادسة عشرة والسابعة عشرة من الاتفاقية العامة لتجارة الخدمات (جاتس)؛ والمواد الأولى والثالثة والعاشرة والحادية عشرة من الاتفاقية العامة للتعريفة الجمركية والتجارة (الجات) لعام 1994؛ والمادة الثالثة من اتفاقية الإعانات والتدابير التعويضية (SCM)؛ والمادة الثانية من اتفاقية تدابير الاستثمار المتصلة بالتجارة (TRIM).

## تاريخ النزاع ومعلومات أساسية عنه
تبنت المفوضية الأوروبية حزمة تدابير الطاقة الثالثة التي دخلت حيز النفاذ في عام 2009م. تهدف التدابير إلى تعزيز سوق أكثر تنافسية على مستوى الاتحاد الأوروبي في قطاع الطاقة. كما تحظر أحد البنود الواردة في الحزمة على موردي الطاقة امتلاك شبكات التوزيع، بما في ذلك خطوط الأنابيب. كانت القواعد الجديدة معارضة من قِبَل روسيا ومؤسستها المملوكة للدولة غازبروم، التي تزود أكثر من 25٪ من غاز أوروبا عبر خطوط الأنابيب العابرة للحدود، وهي المورد الوحيد للحالة للعديد من الدول الأعضاء في الاتحاد الأوروبي، أغلبها من دول أوروبا الشرقية التي كانت سابقا جزئا من الكتلة السوفييتية. نظرت روسيا في تقديم طعن لحزمة الطاقة الثالثة في وقت مبكر من نوفمبر عام 2011م.
يُنظر إلى تقديم الشكوى في عام 2014م على أنه جزء من زيادة التدهور في العلاقات بين الاتحاد الأوروبي وروسيا، والذي يحدث بالتزامن مع التوترات حول الاحتلال الروسي لشبه جزيرة القرم والتدخل الروسي الآخر في أوكرانيا. وقد سبق لروسيا أن قدمت دعوى مكافحة الإغراق ضد الاتحاد الأوروبي في منظمة التجارة العالمية، في حين قدم الاتحاد الأوروبي دعوى ضد روسيا في منظمة التجارة العالمية بشأن حظره لمنتجات لحم الخنزير المستوردة ودعوى منفصلة بشأن رسوم إعادة التدوير الروسية للمركبات، والتي يجادل بها الاتحاد الأوروبي بأنها سياسة حمائية تفضل روسيا وبيلاروس وكازاخستان، الأعضاء الثلاثة في الاتحاد الجمركي الأوراسي الذي تقوده روسيا.
ففي اجتماع عقده مجلس التجارة في السلع التابع لمنظمة التجارة العالمية في أبريل 2014م، على سبيل المثال، صرح سفير الاتحاد الأوروبي لدى منظمة التجارة العالمية أنجيلوس بانغراتيس قائلًا: «يؤسفنا إن التجربة العامة مع روسيا بوصفها عضواً في منظمة التجارة العالمية مخيبة للآمال إلى حد ما. ولم تبد روسيا استعداداً لجعل تدابيرها التجارية متماشية مع الالتزامات الأساسية لمنظمة التجارة العالمية، وواصلت رفع عدد من العقبات التجارية التي لا تتسق مع التزاماتها تجاه منظمة التجارة العالمية».